# Giuseppe Merosi
Giuseppe Merosi, född den 8 december 1872 i Piacenza, död den 27 mars 1956 i Lecco, var en italiensk ingenjör och bilkonstruktör, mest känd som för sitt arbete för Alfa Romeo.
Merosi var utbildad byggnadsingenjör men hans intresse låg hos bilindustrin. Han arbetade för Bianchi när han 1910 värvades till nystartade A.L.F.A. i Milano som chefskonstruktör. Merosi var ansvarig för alla Alfa Romeos modeller fram till mitten av 1920-talet. Han lämnade Alfa Romeo 1926 sedan företaget visat att man föredrog Vittorio Janos modernare konstruktioner. Merosi arbetade därefter för Isotta Fraschini resten av sitt yrkesliv.